# Tragopogon pusillus
Tragopogon pusillus — вид квіткових рослин з підродини цикорієвих (Cichorioideae).

## Біоморфологічна характеристика
Це багаторічна рослина 5–15(25) см заввишки. Листки численні, прикореневі — вузьколінійні, біля основи слабо розширені і напівстеблоохопні, густо запушені, з 1–3 жилками, прямі чи дещо скручені й завиті на верхівці, жолобчасті, іноді хвилясті на краю; стеблові — ширші біля основи й більш короткі, довгасто-ланцетні, до верхівки довго загострені. Квітконоси з одним кошиком. Квітки блідо-жовті, сухі — слабо бузкові, в нижній частині з бурими жилками. Сім'янка разом з чубчиком ≈ 3 см завдовжки, без чубчика 1.6 см, без носика ≈ 1 см.

## Поширення
Україна (у т. ч. Крим), Туркменістан, Північний Кавказ, Грузія, Вірменія, Азербайджан, Туреччина — Анатолія, Іран.